# Бетс (Нідерланди)
Бетс (нід. Beets, нід. вимова: [ˈbeːts]) — село в нідерландській провінції Північна Голландія. Входить до муніципалітету Едам-Волендам.
Його площа становить 4,05 км², а населення станом на 2021 рік складало 540 осіб.
Перша згадка про населений пункт датується 1435 роком.
До 1970 року мало статус окремого муніципалітету.

## Галерея

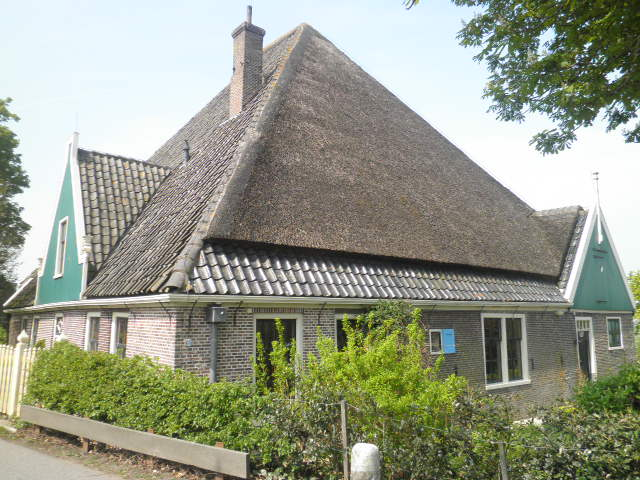
Ферма у Бетсі
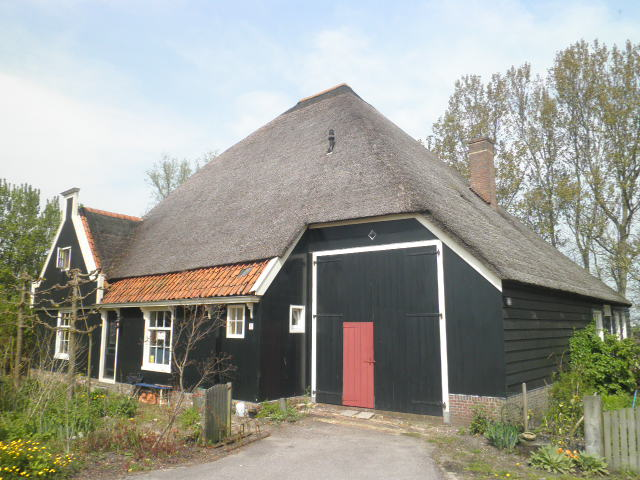
Ферма у Бетсі